# Spargania conglomerata
Spargania conglomerata là một loài bướm đêm trong họ Geometridae.